# Sergej Antonow
Sergej Iwanow Antonow, bułg. Сергей Иванов Антонов (ur. 11 lipca 1948 w Sofii, zm. w końcu lipca 2007) – jeden z trzech Bułgarów oskarżonych w procesie z lat 1985–1986 o udział w zamachu na papieża Jana Pawła II (tzw. „bułgarski ślad”) i uniewinnionych z powodu braku dowodów.

## Życiorys
W latach 80. Antonow pracował w przedstawicielstwie bułgarskich linii lotniczych „Bałkan” w Rzymie. Półtora roku po zamachu na papieża Jana Pawła II dokonanego 13 maja 1981 przez Mehmeta Ağcę, 25 listopada 1982, został zatrzymany przez włoską policję pod zarzutem współuczestnictwa w spisku. Wraz z Antonowem oskarżeni zostali dyplomaci Żeliu Wasilew i Todor Ajwazow, którzy jednak nie trafili do aresztu, gdyż powrócili już do Bułgarii.
Dochodzenie w sprawie Antonowa trwało 2 lata i 6 miesięcy. Proces rozpoczął się w 27 maja 1985 roku i trwał do 29 kwietnia 1986. W jego trakcie Antonow konsekwentnie zaprzeczał oskarżeniom o znajomość z Mehmetem Ağcą i współuczestnictwo w zamachu. Z powodu braku przekonujących dowodów został uwolniony.
Śledztwo i proces znacznie nadwerężyły jego zdrowie. W 1986 roku powrócił do Bułgarii i przez pewien okres pracował jako kurier w „Bałkanie”, po czym przeszedł na rentę z powodów zdrowotnych. W 2002 Zgromadzenie Narodowe przyznało mu niewielką emeryturę za zasługi dla kraju. Podczas śledztwa przeprowadzonego w sprawie zamachu na papieża przez Instytut Pamięci Narodowej w latach 2006–2014 prokurator Michał Skwara odnalazł dokument z 1991 r., z którego wynika, że Antonow był tajnym współpracownikiem bułgarskiego cywilnego wywiadu ps. "Krum". Werbunek miał nastąpić w latach 70. XX w.

## Śmierć
1 sierpnia 2007 roku Antonow został znaleziony martwy w swoim domu w Sofii. Według lekarzy przyczyną śmierci był wylew krwi do mózgu.